# Venus de Buret

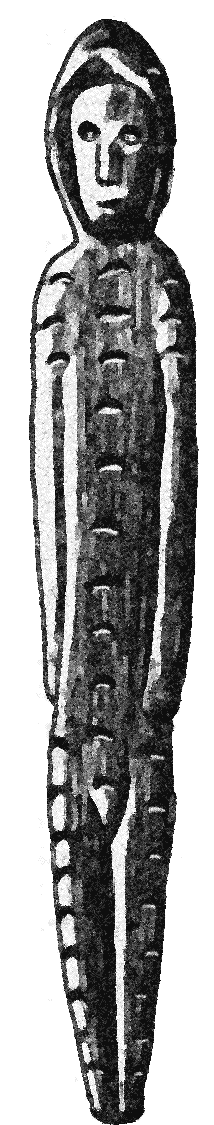
Un dibujo de la figura de Venus

La Venus de Buret puede referirse a cualquiera de las cinco figuras de Venus encontradas en el sitio arqueológico de Buret en Siberia, cerca de Irkutsk y el valle del río Angara.
Cuatro de ellas están hechas de marfil y una de serpentinita. Una de las figurillas (en la imagen) hechas de marfil representa a una persona envuelta. Una estatuilla cubierta similar se ha encontrado en Mal'ta. Tallas en la estatuilla podrían representar ropa decorada. La estatuilla es parcialmente ambigua sexualmente debido a la falta de senos, pero tiene un triángulo púbico enfatizado y área vaginal.
Las figuras de Venus de la cultura de la zona de Mal'ta-Buret se consideran geográficamente aisladas. Tienen características que difieren de otras Venus de la era del Paleolítico, ya que tienen ropa, en lugar de estar desnudas, y también tienen rostros tallados.

## Lista de artefactos
| Nombre  | Lugar de descubrimiento | Fecha de descubrimiento | Primera publicación        | Material        | Imagen | Nota  |
| ------- | ----------------------- | ----------------------- | -------------------------- | --------------- | ------ | ----- |
| Buret 1 | estancia no. 1          | 1936                    | Alexey P. Okladnikov, 1941 | Marfil de mamut |        | [ 3 ] |
| Buret 2 | estancia no. 4          | 1939                    | Alexey P. Okladnikov, 1941 | Marfil de mamut |        | [ 3 ] |
| Buret 3 | estancia no. 2          | 1940                    | Alexey P. Okladnikov, 1941 | Marfil de mamut |        | [ 3 ] |
| Buret 4 | estancia no. 2          | 1940                    | Alexey P. Okladnikov, 1941 | Marfil de mamut |        | [ 3 ] |
| Buret 5 | estancia no. 2          | 1940                    | Alexey P. Okladnikov, 1941 | Roca serpentina |        | [ 3 ] |

## Otras lecturas
- Leslie G. Freeman (1 de enero de 1978). Views of the Past: Essays in Old World Prehistory and Paleanthropology. Walter de Gruyter. pp. 274-278. ISBN 978-3-11-080007-4.  Leslie G. Freeman (1 de enero de 1978). Views of the Past: Essays in Old World Prehistory and Paleanthropology. Walter de Gruyter. pp. 274-278. ISBN 978-3-11-080007-4.  Leslie G. Freeman (1 de enero de 1978). Views of the Past: Essays in Old World Prehistory and Paleanthropology. Walter de Gruyter. pp. 274-278. ISBN 978-3-11-080007-4.
- Gerasimov, Michail M. (1964). El sitio paleolítico de Malta: excavaciones de 1956–1958. En EN Michael (ed. ): La arqueología y geomorfología del norte de Asia. No. 5, S. 3–32, Instituto Ártico de América del Norte, Universidad de Toronto.
- Gertcyk, Olga (18 de febrero de 2016). «World famous ancient Siberian Venus figurines 'are NOT Venuses after all'».
- Robert G. Bednarik (19 de junio de 2013). Pleistocene Palaeoart of Asia. ISSN 2076-0752. doi:10.3390/arts2020046.
- «Siberian figurines reassessed». www.bradshawfoundation.com. 7 de marzo de 2016.